# أشيل فروتير
أشيل فروتير هو معلم موسيقى وملحن كندي، ولد في 23 أكتوبر 1864 في Vaudreuil-Soulanges Regional County Municipality ‏ في كندا، وتوفي في 19 أغسطس 1939 في مونتريال في كندا.

## وصلات خارجية
- أشيل فروتير على موقع ميوزك برينز (الإنجليزية)
- أشيل فروتير على موقع ديسكوغز (الإنجليزية)